# St. Marien (Budberg)

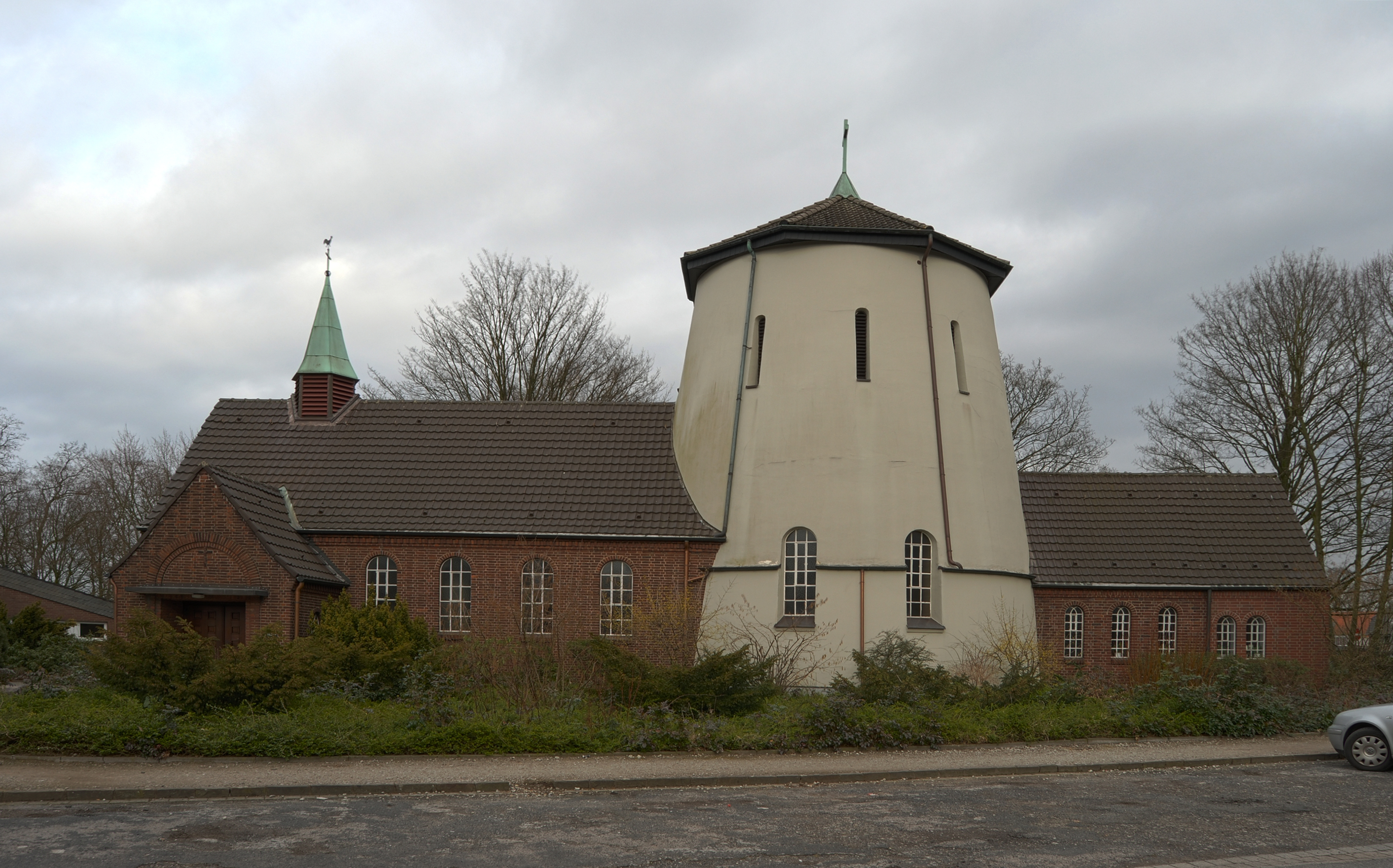
St. Marien in Budberg

Die römisch-katholische Kirche St. Marien ist ein Kirchengebäude in Budberg, einem Ortsteil von Rheinberg im Kreis Wesel (Nordrhein-Westfalen). Sie trägt das Patrozinium  „Maria Rosenkranz“, wird aber lokal durchweg „Marienkirche“ genannt und ist heute die Kirche der Gemeinde St. Marien Budberg in der Pfarrei St. Peter Rheinberg (Bistum Münster).

## Geschichte und Architektur
Die Gottesdienste der katholischen Pfarrgemeinde in Budberg wurden in der Schlosskapelle von Haus Wolfskuhlen abgehalten. Mit dem Ziel, ein eigenes Kirchengebäude zu erstellen, wurde 1947 ein Kapellenbauverein gegründet. Im selben Jahr kaufte der Verein von der Raiffeisengenossenschaft das Gelände und den Mühlenturm. Unter Einbeziehung des Mühlenturmes wurde von 1948 bis 1949 nach Plänen des Architekten August Schepers die Kirche gebaut. Im Mai 1949 wurde sie vom Münsteraner Weihbischof Heinrich Gleumes geweiht. Das Gebäude ging 1955 nach Löschung des Kapellenbauvereines in das Eigentum der Kirchengemeinde über. 1985 wurden schwere Bergschäden festgestellt. Unterhalb des Mauerwerkes wurde ein Betongürtel eingezogen; der Turm wurde bewehrt und saniert. Im selben Jahr wurde die Sakristei erweitert und der Chor neu gestaltet. Ein wesentliches Merkmal der Umgestaltung war ein neuer Altar, der einem Mühlstein nachempfunden ist und deutlich näher an die Gemeinde herangerückt wurde als dies zuvor der Fall gewesen war. In gleichem Stein wurden der Gabentisch und der Sockel für den Tabernakel gestaltet.

## Ausstattung
- 1978 wurden von der Glockengießerei Mark in Brockscheid für den Mühlenturm drei Glocken gegossen. Sie tragen die Inschriften Hl. Maria, Hl. Viktor und Hl. Franziskus und Hl. Robert und Hl. Helena.
- 1979 wurde durch einen Schwelbrand die elektronische Orgel zerstört. Die Orgelbaufirma Joseph Weimbs aus Hellenthal baute bis 1982 eine Pfeifenorgel mit zwei Manualen für acht klingende Register und einem Subbass-Pedal.
- Der neue Altar wurde 1987 durch Weihbischof Heinrich Janssen geweiht.
- Die Ausstattung wurde 1987 durch einen neuen Tabernakel, eine Kredenz und ein Ewiges Licht vervollständigt.